# East Rancho Dominguez
East Rancho Dominguez, también conocido como East Compton, es un lugar designado por el censo (en inglés, census-designated place, CDP) situado en el condado de Los Ángeles, California, Estados Unidos. Según el censo de 2020, tiene una población de 15 114 habitantes.

## Geografía
La localidad está ubicada en las coordenadas 33°53′41″N 118°11′44″O / 33.89472, -118.19556 (33.894841, -118.195586). Según la Oficina del Censo, tiene una superficie de 2.13 km², correspondientes en su totalidad a tierra firme.

## Demografía
Según la estimación 2019-2023 de la Oficina del Censo, los ingresos medios de los hogares de la localidad son de $67,645 y los ingresos medios de las familias son de $73,484. Los ingresos per cápita en los últimos doce meses, medidos en dólares de 2023, son de $22,901. Alrededor del 17.7% de la población está por debajo de la línea de pobreza.